# Conflicto del Beagle
El conflicto del Beagle fue una disputa territorial entre la República Argentina y la República de Chile sobre la determinación de la traza de la boca oriental del canal Beagle, que afectaba la soberanía de las islas ubicadas al sur del canal, al este del meridiano del cabo de Hornos y sus espacios marítimos adyacentes.
Los primeros antecedentes del conflicto datan de 1888, siete años después de la firma del Tratado de Límites, y en 1901 apareció el primer mapa argentino en el que algunas de las islas en cuestión fueron dibujadas bajo soberanía argentina. A pesar del pequeño tamaño de las islas, su valor estratégico entre los océanos Atlántico y Pacífico originó un largo conflicto entre ambos estados sudamericanos durante gran parte del siglo XX.
El conflicto se centró en la disputa por la soberanía de las islas y de los derechos oceánicos generados por ellas a Chile. El gobierno militar argentino rechazó el fallo declarándolo «insanablemente nulo». Luego reactivó sus reclamaciones hasta el cabo de Hornos, incluyendo en la disputa a parte de las islas Wollaston y de las islas Hermite (Evout, Barnevelt, Freycinet, Terhalten, Sesambre, Deceit e islotes adyacentes) y la parte oriental de la isla de Hornos, poniendo a ambos países al borde de una guerra.
El conflicto llegó a su punto culminante el 22 de diciembre de 1978 cuando la Junta Militar argentina ordenó la Operación Soberanía: invasión de las islas en disputa, retractándose de su ejecución, cuando el choque de la Escuadra de Chile y la Flota de Mar argentina era inminente. La decisión política, de último momento, de la Junta Militar argentina, de aceptar la intervención vaticana, evitó la guerra y condujo una mediación que llevó a la firma del Tratado de Paz y Amistad el 19 de noviembre de 1984, que solucionó el conflicto tras más de dos tercios de siglo de disputa.
En él se reconoce tácitamente la frontera trazada por el laudo arbitral en el canal Beagle que otorga las islas en la mitad norte del canal a la Argentina, y las islas en la mitad sur a Chile. Además el tratado fija un límite marítimo que reconoce a Chile, sin nombrarlas, todas las islas con costa atlántica hacia el sur y sudeste hasta el Cabo de Hornos. Otorgó, además, derechos de navegación a ambos países en casi toda la zona. Asimismo, concedió a la Argentina la mayor parte de la Zona Económica Exclusiva proyectada hacia el Atlántico, al sureste del meridiano del Cabo de Hornos, y a Chile la totalidad de la plataforma continental de las islas y la mayor parte de la Zona Económica Exclusiva proyectada hacia el Atlántico al noreste del mismo meridiano.

## Antecedentes

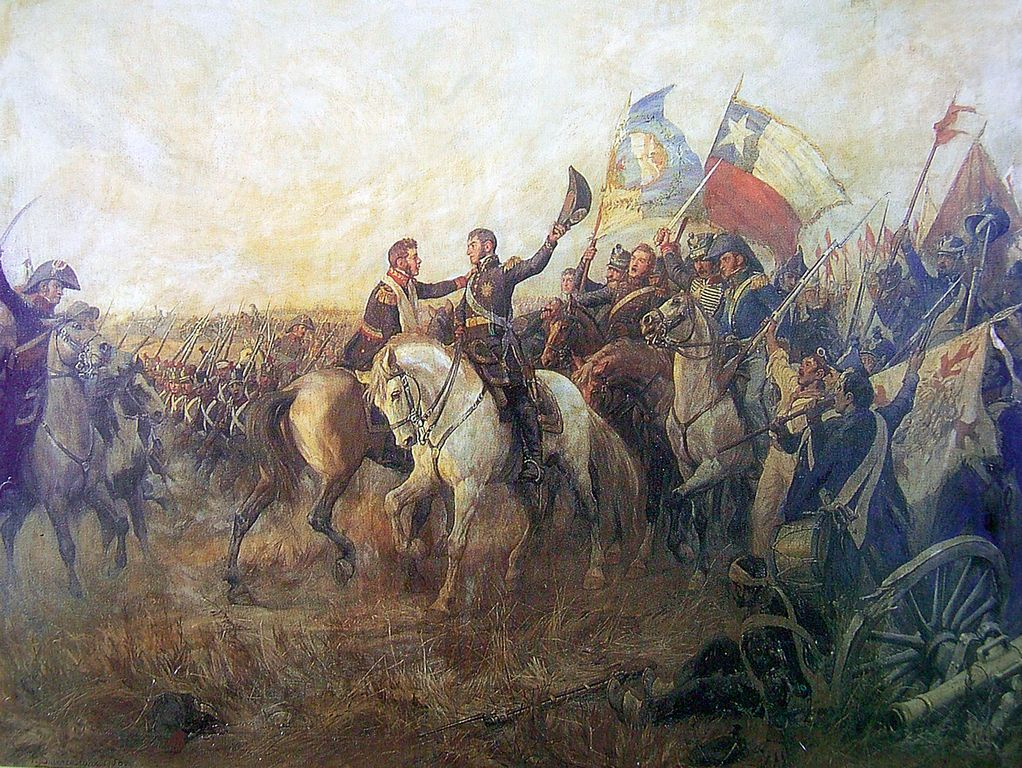
El abrazo de Maipú entre los próceres de la independencia José de San Martín y Bernardo O'Higgins después de derrotar a los realistas en la batalla de Maipú. Ambas naciones comparten lazos familiares, cultura, lengua, religión, historia y modos de vida.

Durante el dominio español, la resistencia indígena y las duras condiciones climáticas dificultaron los intentos de establecerse en la zona de la Patagonia y la Araucanía, con la excepción de Valdivia, Chiloé y los Establecimientos Patagónicos sobre el Atlántico. Tras el intento fallido de fundar Ciudad del Rey Felipe en 1584, en las costas del estrecho de Magallanes, la Corona española desistió de nuevos intentos poblacionales en la región.
Tras la creación de los estados independientes en América del Sur, el establecimiento de límites entre estos se definió usando las fronteras de las antiguas jurisdicciones coloniales aplicando el principio del uti possidetis, es decir se mantendrían las divisiones territoriales coloniales. La cordillera de los Andes, límite natural entre las zonas más habitadas de Chile y de Argentina, evitó grandes discusiones sobre el establecimiento oficial de una línea limítrofe. Pero, cuando las zonas pobladas comenzaron a expandirse, a cada lado de la frontera se entendían los documentos históricos sobre la región patagónica de manera diferente. Debe notarse que estos derechos derivados de la época colonial eran de iure y la soberanía de ninguno de las dos estados fue ejercida efectivamente en esas latitudes del continente, que eran considerados res nullius por otros países y se hallaban bajo control de pueblos indígenas no sometidos al control de ningún estado.
La Constitución de Chile de 1822 fijó los límites del territorio chileno: 

«El territorio de Chile conoce por límites: al Sur, el Cabo de Hornos; al Norte, el despoblado de Atacama; al Oriente, los Andes; al Occidente, el mar Pacífico. Le pertenecen las islas del archipiélago de Chiloé, las de la Mocha, las de Juan Fernández, la de Santa María y demás adyacentes».

Estos límites se repitieron en las constituciones de 1823, 1828, y 1833.
A partir de 1830 Chile logró dejar atrás la anarquía que siguió a las luchas por la independencia y desde los años 1840, comenzó a otorgar patentes para la utilización del estrecho de Magallanes. En consonancia con esa política, fundó los asentamientos de Fuerte Bulnes, el 21 de septiembre de 1843 y Punta Arenas en 1848, creando un polo de desarrollo y sirviendo a la navegación a vapor que comenzaba a usar el estrecho de Magallanes como una mejor alternativa al pasaje de Drake usada hasta entonces por la navegación a vela.
La posesión del estrecho de Magallanes no solo interesaba a Chile y Argentina, sino que también a las potencias europeas y a los Estados Unidos. Los casos de las islas Malvinas (1833), la zona del Canal de Panamá (1903), Gibraltar (1713), el estrecho de Malaca y Singapur (1819), todos ocupados puntualmente y a cualquier costo por Estados Unidos o el Reino Unido, demuestran el deseo de las potencias de controlar los pasos más importantes de navegación.
Dado que en el siglo XIX toda la cultura y casi todo el comercio chileno se orientaba a Europa, era para Chile de primordial importancia un acceso directo al océano Atlántico.
En 1895 se asentaron los primeros colonos bajo bandera chilena en las islas al sur del canal Beagle, como pescadores, ovejeros o buscadores de oro. A partir de entonces Chile ejerció diferentes actos de soberanía sobre las islas.
La carencia de un gobierno nacional hasta 1853 y las guerras contra el Brasil y después contra Paraguay, impidieron la ejecución de actos concretos de soberanía argentina en la región sur. El 10 de junio de 1829 el gobernador de Buenos Aires creó la Comandancia Política y Militar de las Islas Malvinas, con sede en la isla Soledad y con jurisdicción teórica sobre las islas adyacentes al cabo de Hornos. Sin embargo, su accionar se limitó a las Malvinas y a la isla de los Estados y en 1833 las Malvinas fueron ocupadas y dominadas desde entonces por el Reino Unido.
El gobernador de Buenos Aires y encargado de las relaciones exteriores de la Confederación Argentina, Juan Manuel de Rosas, protestó en diciembre de 1847 por el texto de la constitución de Chile de 1833 y reclamó por la posesión sobre el estrecho de Magallanes. De acuerdo con su posición histórica que afirmaba que la Patagonia era parte integrante de la región de Cuyo, la constitución de la provincia de Mendoza de 1854, consideró también al cabo de Hornos como su límite austral, luego este reclamo fue nacionalizado por la ley nacional N.º 28 del 17 de octubre de 1862 que federalizó los territorios pampeanos y patagónicos.
En Tierra del Fuego, Ushuaia fue fundada por el Gobierno argentino el 12 de octubre de 1884, cerca del lugar donde existía una misión anglicana dirigida por el ciudadano británico (luego nacionalizado argentino) Thomas Bridges desde 1869.

## Desde 1856 hasta 1971
En 1856 se firmó el Tratado de Paz, Amistad, Comercio y Navegación entre Chile y Argentina de 1856 que se basó en la doctrina del uti possidetis para fijar los límites entre ambas naciones. Sin embargo, en la práctica esta doctrina fue insuficiente, pues durante la colonia vastos territorios no eran conocidos o no estaban cartografiados o nunca habían sido poblados lo cual hacía imposible determinar quien era el administrador de tales regiones durante la colonia, además de que aún no se conocían todos los registros administrativos coloniales.
Tras muchos intentos, se llegó al acuerdo plasmado en el Tratado de Límites entre Chile y Argentina de 1881 válido hasta hoy, cuya simplicidad trajo consigo claridad, pero también algunas falencias.
Estas falencias se intentó superar con el Protocolo de Límites entre Chile y Argentina de 1893 que contiene la mención del principio oceánico: «Chile en el Pacífico y Argentina en el Atlántico» el que la Argentina considera aplicable a toda la frontera, y Chile solo a la frontera definida por la cordillera de los Andes, es decir hasta el paralelo 52° Sur.
Dada la frecuencia con que aparecían controversias se acordó el Tratado General de Arbitraje entre Chile y Argentina de 1902 para la solución pacífica de controversias. Esta sería más tarde la base legal del Laudo Arbitral de 1977.
En los círculos militares de Chile se teoriza la hipótesis vecinal máxima, la cual consiste que en caso de entrar en conflicto con un vecino, los otros dos se le unirían.

### La interpretación inicial del Tratado de 1881

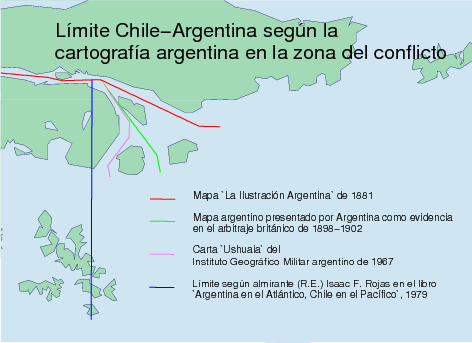
Resumen de la cartografía argentina en la zona del conflicto desde 1881 hasta 1984. Véase Mapas del Canal Beagle desde 1881.

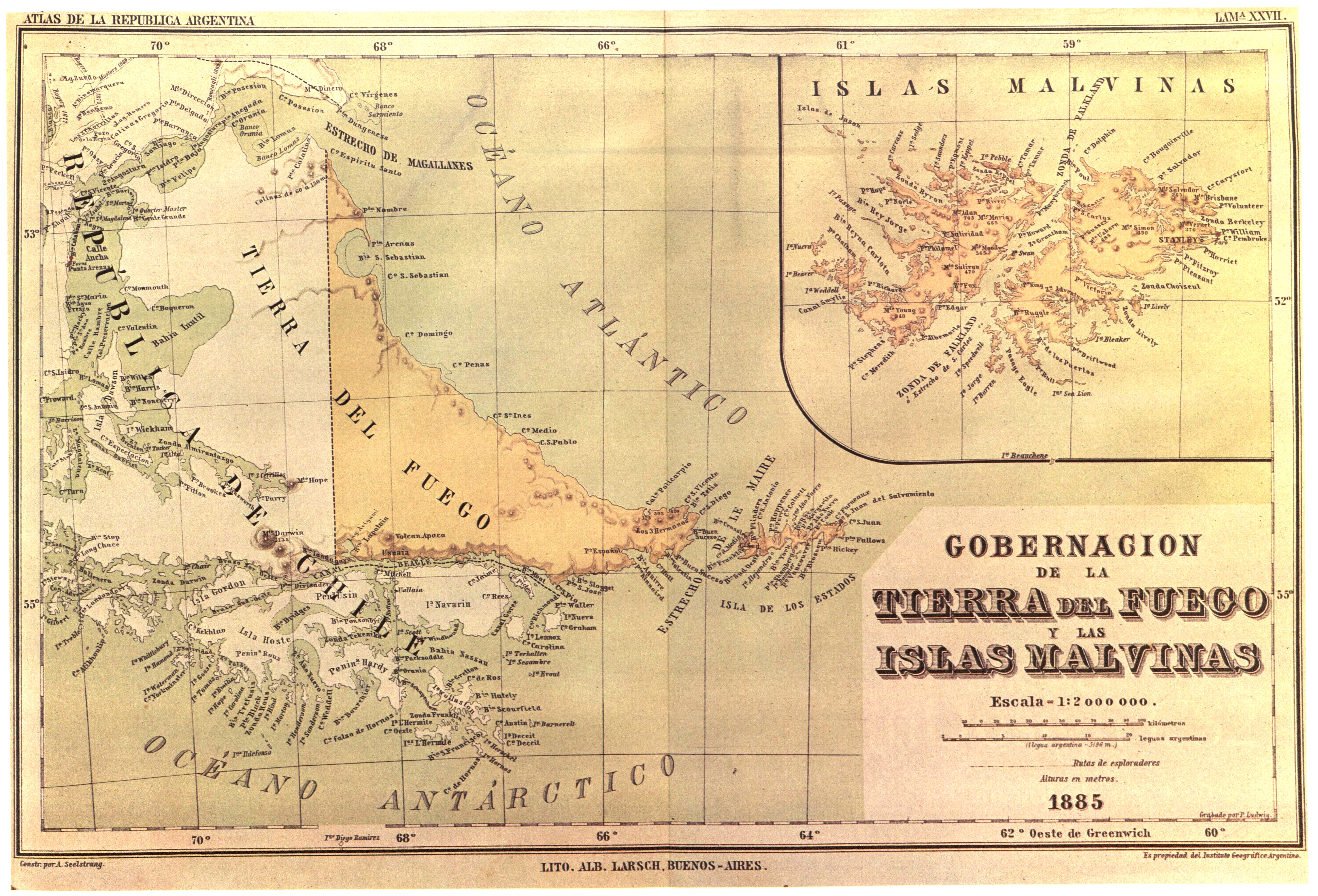
Mapa oficial del Instituto Geográfico Argentino del año 1885 mostrando el «Canal Beagle» y sus límites.

La zona del canal Beagle, descubierto en la década de los años 30 del siglo XIX, fue una de las últimas en ser colonizadas por Argentina y Chile. Su clima frío, su lejanía y la escasez de medios de vida y transporte la mantuvieron apartada del quehacer gubernamental. Los mapas de la región reflejaron el desconocimiento de las costas e islas que aquejaba a los navegantes y exploradores de la zona, pero aún más a los estadistas que debían decidir sobre las fronteras. Sin embargo, cuando se firmó el Tratado de Límites de 1881, por lo menos en el canal Beagle, ya eran conocidas las islas determinantes de la región. La cartografía argentina y chilena del canal Beagle inmediatamente posterior al tratado fue utilizada como prueba para demostrar como se interpretó inicialmente ese tratado.
El tratado de 1881 fue objeto de debate en ambos países en los años posteriores a su aprobación por la demarcación de la frontera a lo largo de la cordillera de los Andes. Aunque el tratado sufrió algunas modificaciones en los años posteriores, el estatus de las islas del Beagle no fue sometido a cambio alguno.
Estudios sobre el tema coinciden en señalar que la interpretación inicial del Tratado de Límites de 1881, tanto en Chile como en la Argentina, coincidía en otorgar las islas Picton, Nueva y Lennox a Chile. Hasta 1888 la cartografía chilena, argentina y de otros países señalan las islas al sur de la Tierra del Fuego bajo soberanía chilena y en ninguno de los mapas aparece el meridiano del cabo de Hornos como límite entre Chile y la Argentina.
Los mapas argentinos muestran coincidencia hasta 1888 (y algunos hasta mucho tiempo después) en otorgar a Chile las islas al sur de la isla Grande de Tierra del Fuego.
Uno de los testimonios que sustentan la posición chilena es la del representante argentino para la delimitación de la frontera con Chile, Francisco Pascasio Moreno, quien en un memorándum al Ministro Plenipotenciario de Gran Bretaña en Buenos Aires prevenía a su país del reclamar las islas:

"No atino a explicarme por qué el Gobierno argentino pretende hoy soberanía sobre las islas Picton, Nueva, Lennox, etc., fundándose en los tratados vigentes, es decir, en el de 1881 y en el protocolo de 1893, cuando el primero de ellos lo invalida para tal pretensión y el segundo nada tiene que ver con la demarcación en el canal de Beagle. Insisto: la mención en el Tratado de 1881, con excepción de la isla de los Estados, le hará perder un pleito tan malamente planteado... También repetiré que la excepción que hace el Tratado de 1881 con la isla de los Estados, que reconoce como argentina, no permite poner en duda la propiedad chilena de las tierras situadas tanto al sur de la isla de la Tierra del Fuego como al sur del canal de Beagle".

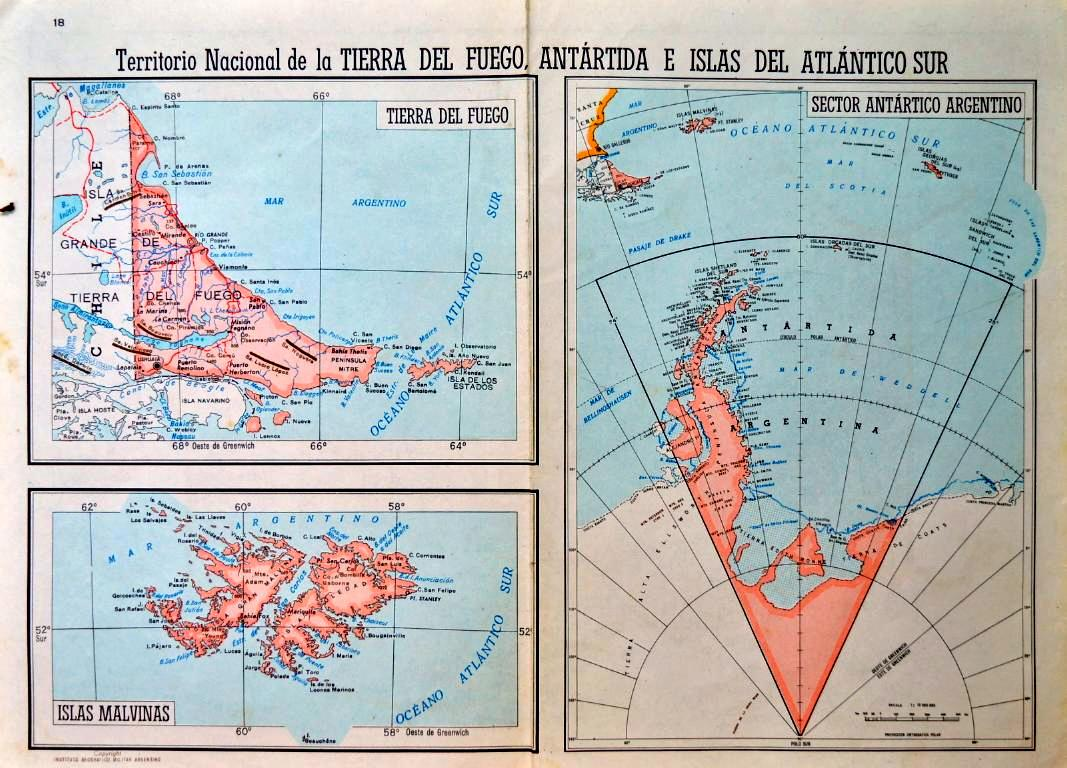
Mapa elaborado por el Instituto Geográfico Militar del Ejército Argentino 1962 del entonces territorio nacional y que reivindica las islas al sur del canal de Beagle.

La opinión del representante argentino, un perito en la materia, en la comisión que debía fijar los límites con Chile no fue escuchada por los gobiernos de la Argentina.
Desde 1888 algunos mapas argentinos comenzaron a incluir parte de estos territorios en su soberanía. En publicaciones de 1894 ya se evidencian reclamaciones argentinas principalmente sobre Picton y Nueva. En los años posteriores a la firma del tratado, fueron encontrados yacimientos de oro en las islas al oriente de la isla Navarino, lo que reavivó el interés de ambos países para la extracción de recursos desde aquellos territorios.
En su sentencia del 18 de febrero de 1977 la Corte Arbitral determinó:

There can be no doubt that in the immediate post-Treaty period, that is to say from 1881 to at least 1887/88, Argentine cartography in general showed the PNL group as Chilean.

(Traducción: No cabe duda que en el período inmediatamente posterior a la firma del tratado, esto es aproximadamente desde 1881 hasta por lo menos 1887/88, la cartografía argentina en general mostró el grupo PNL como chileno).
Como se explica en el libro Historia general de las relaciones exteriores de la República Argentina de Carlos Escudé y Andrés Cisneros:

De acuerdo con una serie de fuentes, la actitud de la clase política argentina parece haber coincidido, entre 1881 y 1902, con la interpretación del tratado de 1881 que tienen los chilenos y que luego adoptarían la Corte Arbitral y el Papa en la cuestión del Beagle. En otras palabras, que la intención de los signatarios del tratado de 1881 fue la de otorgar las islas a Chile.

La misma opinión comparten los autores Karl Hernekamp (pág.13), Annegret I. Haffa (pág.96) y Andrea Wagner (pág.106) en sus obras citadas en la referencia.
Otro punto importante sobre este tratado es la posesión del canal Beagle: en Chile, algunas interpretaciones del texto "... hasta tocar con el canal Beagle..." determinaban que el límite era la costa y la totalidad del canal sería chilena. Si este fuera el caso la Argentina tendría una costa seca, es decir, tendría costa, pero no acceso al mar. Esta interpretación fue dejada de lado y ya en la consulta a la Corte Arbitral Chile pidió sólo las islas interiores del canal que estaban en la parte sur del canal Beagle.

### Comienzo de la disputa
En una conferencia ante el Instituto Geográfico Argentino, Julius Popper expuso en 1890 que el canal Beagle corría por el paso Picton entre Navarino y Picton, y por la bahía Oglander salía hacia el Atlántico entre las islas Lennox y Nueva. Se basaba en sus estudios sobre la mayor profundidad de ese recorrido respecto al brazo ubicado al norte de la isla Picton. Según él, esta isla y Nueva quedaban al norte y al Este del canal y eran de propiedad argentina.
Entre 1899 y 1900 el capitán de fragata argentino Juan Pablo Sáenz Valiente realizó a bordo del acorazado ARA Almirante Brown un relevamiento desde bahía Lapataia hasta el cabo San Pío. En la Memoria que presentó sobre sus trabajos en 1901 expuso que el canal Beagle tenía dos brazos en su boca oriental a partir de punta Navarro. El principal y más profundo (que llamaba Beagle) corría por el paso Picton y desembocaba en el Atlántico en la bahía Oglander. El secundario, que llamó canal Moat, correspondía a la bahía Moat, desde punta Navarro al cabo San Pío. Propuso además que el límite debía ser trazado por las mayores profundidades (thalweg).

El 25 de agosto de 1904 el ministro de Relaciones Exteriores argentino, José Antonio Terry Costa, envió una nota al de Chile expresando que: El Beagle empieza en aguas del Pacífico y termina en aguas del Atlántico, dividido por una línea media o eje entre la soberanía de ambas naciones. Proponía efectuar las operaciones científicas necesarias para determinar el eje del canal.
El teniente de fragata Segundo Storni expresó en el Boletín Nº 258 del Centro Naval en mayo de 1905 que el canal Beagle formaba un delta en su desembocadura en el Atlántico, entre punta Jesse de Tierra del Fuego y punta Guanaco de Navarino. Expresó que Picton, Lennox y Nueva separaban brazos del delta dentro del canal Beagle y su soberanía estaba sin demarcar como el resto de las islas del canal.
El Departamento de Hidrografía de la Argentina envió una nota a la Oficina Hidrográfica de Chile el 31 de mayo de 1905 expresando: que la boca oriental del canal Beagle se encuentra, según sus descubridores, al Norte verdadero de la isla Lennox o sea hacia el paso Picton.
Paul Groussac publicó en el diario La Nación de Buenos Aires el 21 de enero de 1915 que el canal Beagle tenía dos bocas atlánticas y que su desembocadura era la línea entre el cabo San Pío y la punta Yawl en Navarino. El límite era una bisectriz entre las dos puntas de la desembocadura, que debía cortar a Picton y a Nueva, por lo que proponía que la primera quedara para Chile y la segunda para Argentina.
Estanislao Zeballos, basándose en el derrotero de Hull de 1860, publicó el 17 de mayo de 1915 en el diario "La Prensa" de Buenos Aires que el canal Beagle formaba un delta desembocando en el Atlántico en la línea que iba desde el cabo San Pío a la punta Guanaco en Navarino. El paso Picton era el brazo principal portador del límite, por lo que Nueva y Picton debían ser argentinas. Zeballos también expuso ante el Instituto Geográfico Argentino que Picton, Lennox y Nueva y las islas hasta el cabo de Hornos estaban en el Atlántico y de acuerdo al protocolo de 1893 eran argentinas.
Durante la redacción del protocolo de 1915 la Cancillería argentina expresó oficialmente que el canal Beagle llegaba hasta punta Navarro a los 67°15′ O, desde donde quedaba por definir si continuaba en línea recta o por el paso Picton, quedando supeditada la posesión de las islas ubicadas al este de acuerdo a lo que se resolviera sobre el canal. Expresó también que el límite en el Beagle desde Lapataia hasta punta Navarro debía ser trazado por la línea media de las aguas navegables.
El 21 de enero de 1917 José Murature publicó en el diario La Nación su opinión coincidente con la de Popper, pero continuando el canal Beagle por el paso Goree entre Lennox y Navarino. Según él, Picton, Nueva y Lennox quedaban argentinas por estar al este del Beagle, en el Atlántico.

### Los intentos de solución y los incidentes

Zona Económica Exclusiva y Plataforma Continental de Argentina y Chile según la versión chilena durante el conflicto del Beagle

El 28 de junio de 1915 se firmó un protocolo en Buenos Aires para solicitar los servicios del gobierno británico con base en el Tratado General de Arbitraje de 1902, pero el arbitraje no se llevó a efecto. En ese protocolo se disponía que el árbitro debía decidir: a quién pertenecía la soberanía sobre las islas Picton, Nueva, Lennox y los islotes adyacentes e islas situadas en el canal de Beagle, entre Tierra del Fuego al norte y la península Dumas y la isla Navarino al sur.
El 2 de febrero de 1933 se intentó facilitar la ratificación del acuerdo anterior con el compromiso entre los ministros de Relaciones Exteriores Miguel Cruchaga Tocornal (de Chile) y Carlos Saavedra Lamas (de Argentina), pero no prosperó.
El 4 de mayo de 1938 se firmó el protocolo entre los ministros de relaciones exteriores José Ramón Gutiérrez Alliende (de Chile) y Ramón S. Castillo (de Argentina), en los mismos términos que el anterior. Se designó como árbitro al fiscal general de los Estados Unidos de América, pero el arbitraje tampoco se llevó a efecto.
En 1944 algunos sectores de la sociedad argentina inspirados en las victorias del fascismo europeo fraguaron planes de invasión a Chile que fueron abortados, pero minaron las confianzas necesarias para la firma de tratados.
En 1948 Chile propuso someter a una sentencia de un tribunal las islas Picton y Nueva, pero la oferta fue rechazada por la Argentina porque no incluía la isla Lennox.
Las mejoras en la navegación y en la capacidad de ambos países de ejercer actos de soberanía en los territorios y mares que consideraban propios, aumentaron los incidentes.
En 1949 el naufragio del dragaminas argentino ARA Fournier en el que murió toda su tripulación cerca de la isla Dawson complicó las relaciones entre ambos países.
En 1953 Chile creó la base naval Puerto Williams sobre el canal Beagle en la isla Navarino, aumentando su presencia en el área en disputa.
En 1958 ocurrió el incidente del islote Snipe que tensó nuevamente las relaciones entre los dos países.
Tras el incidente de laguna del Desierto ocurrido el 6 de noviembre de 1965, en Santiago de Chile se produjeron violentas manifestaciones antiargentinas, hubo tensión en la frontera y un avión chileno realizó el 3 de diciembre un vuelo rasante sobre el crucero ARA La Argentina cerca de Puerto Williams.
El 29 de noviembre de 1967 ocurrió el incidente de la torpedera Quidora (PTF-82) de la Armada de Chile. Cuando barcos y aviones argentinos efectuaban maniobras militares anunciadas con anticipación, la torpedera chilena que iba rumbo al canal Murray salió de su curso normal e ingresó en la bahía de Ushuaia interponiéndose en las maniobras. A su regreso fue esperada por el aviso argentino ARA Comandante General Irigoyen (A-1), que al no poder interceptarla le hizo algunos disparos. El gobierno argentino protestó ante el chileno y ordenó el zarpe de su escuadra hacia el Atlántico Sur con orden de hundir cualquier barco que violara sus aguas territoriales. El incidente finalizó con la baja del comandante del buque chileno ordenada por el presidente Eduardo Frei Montalva.
El 8 de abril de 1970 el gobernador de Tierra del Fuego dictó el decreto N° 149 por el cual estableció una nueva división del Territorio Nacional de la Tierra del Fuego, Antártida e Islas del Atlántico Sur en cuatro departamentos. La jurisdicción del departamento Ushuaia fue ampliada por el decreto a las islas que se hallaban al este del meridiano del cabo de Hornos:

Norte: Límite con el departamento Río Grande y el océano Atlántico. Sur: canal Beagle, cabo de Hornos y el océano Atlántico. Este: océano Atlántico. Oeste: desde un punto situado en los 54° 33' de latitud Sur hasta el canal Beagle por el meridiano 68° 36' 38,5' ' de longitud Oeste. Inclúyense a este Departamento las islas de los Estados, Picton, Nueva, Lennox, las ubicadas sobre el Canal Beagle y aquellas que se extienden hasta el Cabo de Hornos al este del meridiano que lo cruza.

### Rumbo al arbitraje
Tras el incidente del islote Snipe, los gobiernos de la Argentina y Chile intentaron realizar acercamientos para poder solucionar los problemas derivados, además del conflicto sobre la región de del alto Palena. El 2 de febrero de 1959, el presidente argentino Arturo Frondizi aterrizó en el Aeropuerto Los Cerrillos y firmó junto a su homólogo chileno Jorge Alessandri una declaración conocida como Declaración de Los Cerrillos en la que ambos mandatarios se comprometían a "entrar de inmediato en negociaciones encaminadas a encontrar las fórmulas arbitrales adecuadas, que permitan resolver los diferendos existentes".
El 22 de marzo de 1960 Frondizi y Alessandri firmaron en Santiago de Chile un protocolo de arbitraje. Los dos presidentes habían acordado someter al arbitraje del gobierno británico (o en su defecto del presidente de la Confederación Suiza) la disputa limítrofe en la zona de río Encuentro y valles de Palena y California, mientras que la disputa del Beagle sería sometida ante la Corte Internacional de Justicia de La Haya.
El 12 de junio de 1960 el canciller argentino y el embajador chileno en Buenos Aires firmaron los acuerdos conocidos como los Pactos del Sesenta:
- a) Arbitraje en la región del río Encuentro - Palena ante el gobierno del Reino Unido.
- b) Arbitraje de la Corte Internacional de La Haya en la cuestión de las islas Nueva, Picton y otras.
- c) Se reconocía como chilena a la isla Lennox y los islotes adyacentes a ella.
- d) El canal Beagle sería dividido por la línea media "con las inflexiones necesarias para que ambos países queden con aguas propias navegables en toda la extensión de la parte así dividida".
- e) Acta Adicional al Protocolo del 16 de abril de 1941 sobre revisión, reposición y densificación de hitos, que sometía al arbitraje británico cualquier cuestión sobre los hitos.
- f) Convenio de navegación sin prácticos para el paso inocente de barcos de guerra argentinos en los canales fueguinos entre el canal Beagle y el estrecho de Magallanes o a través del canal Murray entre el Beagle y el pasaje Drake.[27]

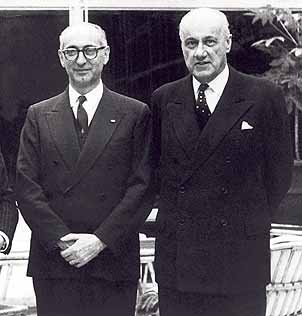
El presidente argentino Arturo Frondizi y el presidente chileno Jorge Alessandri en Chile, en 1961.

Este texto generó suspicacias en ambos países. Mientras en Chile se consideraba una usurpación la cesión de los islotes Becasses (ubicados en la entrada del canal), el Congreso argentino no estuvo de acuerdo con la renuncia sobre Lennox y además preferían buscar una solución bilateral y no recurrir a un arbitraje. El Senado chileno rechazó el convenio sobre navegación. Ante la falta de apoyo a los pactos en ambas naciones, el presidente chileno Eduardo Frei Montalva retiró su discusión del Congreso en 1965.
A pesar del rechazo al pacto, la idea del arbitraje se concretó. El 30 de octubre de 1964 el gobierno argentino comunicó al de Chile su decisión de someter el caso a la Corte Internacional de Justicia, lo que fue aprobado inmediatamente por el gobierno de Chile. Los ministros de relaciones exteriores de ambos países firmaron una declaración el 6 de noviembre de 1964 en la que expresaron su voluntad de iniciar conversaciones con miras a llegar al acuerdo necesario para someter el caso a la Corte en cuestión.
Al año siguiente ambos mandatarios participaron en una cumbre en la ciudad de Mendoza destinada a buscar una solución definitiva en cuanto a las fronteras. Sin embargo, los avances en esta gestión se verían abortados tanto por los nacionalismos exacerbados (provenientes principalmente desde las Fuerzas Armadas de ambos países), las diversas violaciones a los acuerdos limítrofes por barcos en las costas del Beagle, el conflicto en laguna del Desierto, el derrocamiento de Arturo Umberto Illia en 1966 y la resolución pendiente del arbitraje en Palena.
Dando por frustrado lo convenido en 1964, el Gobierno chileno decidió invocar el arbitraje ante el gobierno británico. El canciller chileno Gabriel Valdés le comunicó la decisión de utilizar este método, de acuerdo a lo estipulado en los Pactos de Mayo de 1902, al embajador argentino Manuel E. Malbrán el 11 de diciembre de 1967. Al día siguiente, se realizó lo mismo con el canciller británico George Brown. El canciller argentino Nicanor Costa Méndez cuestionó de inmediato el proceder del gobierno chileno y se negó a participar del arbitraje.

## Laudo arbitral de 1977

Límite fijado por el laudo arbitral de 1977, el límite marítimo fue fijado como una línea diagonal en dirección este.

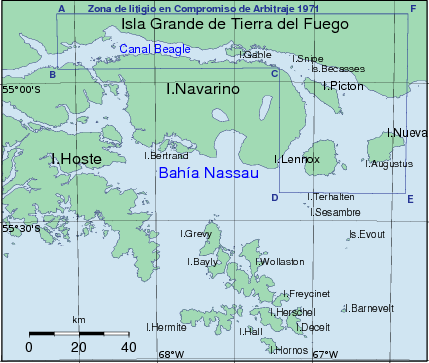
Territorio definido para el arbitraje dentro del "martillo".

En 1970 Chile y Argentina aceptaron someter el diferendo al arbitraje del gobierno del Reino Unido con la condición de que fuera un tribunal arbitral compuesto por cinco peritos internacionales, nombrados por Chile y la Argentina, quienes plantearon una propuesta al gobierno británico, el que finalmente aprobaría o rechazaría dicha propuesta de arbitraje, sin modificarla. El 22 de julio de 1971 los gobernantes Salvador Allende y Alejandro Agustín Lanusse firmaron el Compromiso de Arbitraje entre Chile y Argentina: Solicitud de Laudo Arbitral, en la ciudad de Salta.
La sentencia, llamada Laudo Arbitral de 1977, es el resultado de un exhaustivo análisis por parte del tribunal arbitral de los derechos jurídicos de ambos países sobre la zona en conflicto en el marco del derecho internacional y de los tratados vigentes. Para ello ambos países pudieron presentar toda la argumentación y los documentos que según su interpretación aseguraban sus derechos sobre la zona y luego defender ante los jueces sus respectivas tesis.
Su preparación y realización se llevó a cabo consensuadamente por ambos países, con la expresa condición argentina de descartar cualquier ventaja para la posición chilena como consecuencia del litigio argentino-británico por las islas Malvinas. Su cumplimiento era obligatorio y estaba confiado al honor de las naciones.
El Laudo Arbitral fue dado a conocer por el gobierno británico el 2 de mayo de 1977, quien dictaminó que:
1. Las islas Picton, Nueva y Lennox así como los islotes adyacentes pertenecerían a Chile.
2. Al dar el Tratado Límites de 1881 a la Argentina una costa en el canal Beagle, automáticamente el derecho internacional le concedía derechos marítimos sobre el canal, descartando la teoría de la costa seca. Conforme a lo anterior el tribunal trazó el límite al interior del canal de tal manera que ambos tuviesen libre navegación a sus puertos en el canal. En particular, dentro del canal, el islote Snipe fue otorgado a Chile y la isla Gable y las islas Becasses fueron otorgadas a la Argentina.
3. El límite marítimo era la línea de puntos equidistantes a las costas chilenas y argentinas más cercanas. (Aproximadamente una línea desde la salida oriental del canal Beagle en dirección sureste.)

Chile aceptó la sentencia, y la convirtió en ley chilena: promulgó los decretos de Líneas de Bases y nombró alcaldes de mar.
Argentina declaró nula la sentencia, según su declaración, por deformación de las tesis argentinas, por abuso de las prerrogativas de la corte, por contradicciones lógicas, por errores de interpretación, por errores geográficos e históricos y por parcialidad. También se le consideró ilegal dentro de la legislación argentina por haber sido solicitado por un gobierno de facto, porque la solicitud no había sido aprobada por el congreso y por haber sido elaborado por la Reina Isabel II (textual: S.M. Isabel II nombró un consejo para que la asesorase).
Conforme a lo previsto en el compromiso, el tribunal arbitral se autodisolvió tras comunicar su sentencia a las partes y constatar que se había cumplido su sentencia: todas las islas en disputa se encontraban bajo soberanía de facto del respectivo país al cual se le habían otorgado.

## Incremento de la presión militar argentina
A partir del rechazo del laudo arbitral Argentina intensificó la presión militar sobre Chile.
- En octubre de 1978 los presidentes de Argentina y de Bolivia ratificaron su solidaridad mediante un comunicado que unía el pedido de Bolivia de salida al mar (que perdió después de guerra del Pacífico) con la cuestión de la soberanía argentina en el Atlántico Sur, incluyendo a Malvinas y al Beagle.[cita requerida]
- Las Fuerzas Armadas de Argentina elaboraron secretamente el Operativo Soberanía para "cortar" Chile en varias partes por medio de una invasión. Para prepararse realizaron maniobras militares y simulacros de guerra a lo largo de la frontera.[cita requerida]
- A su vez la Armada Argentina preparó en detalle las órdenes a cumplir una vez que se tomara posesión de las islas militarmente (Instrucciones Políticas Particulares para la Zona Austral para la Etapa Posterior a la Ejecución de Actos de Soberanía en las Islas en Litigio).
- La Gendarmería Nacional Argentina cerró varias veces la frontera con Chile. Argentina impidió el libre tráfico de productos entre Chile y Brasil.[31]
- Los medios de comunicación argentinos difundieron continuamente una visión belicista del problema.[cita requerida]
- El embajador de Chile ante la OEA dio a conocer la expulsión de más de 4000 chilenos residentes en Argentina.[32]
- El presidente argentino, Jorge Rafael Videla, durante el encuentro de Puerto Montt con Augusto Pinochet, expresó que: "las negociaciones directas constituyen la única vía pacífica para solucionar el conflicto", lo cual fue interpretado como una amenaza de guerra.[33]

El Gobierno argentino realizó los preparativos públicamente con gran profusión de noticias:
- El almirante Emilio Eduardo Massera realizó una "vigilia de armas" en Ushuaia, una costumbre medieval de tono místico.
- Los envíos de tropas fueron acompañados de gran algarabía, gritos y coros.[34]
- Cantantes populares concurrieron a los cuarteles para actuar y entretener a las tropas.
- Se realizaron ejercicios de oscurecimiento, también en ciudades que difícilmente podían ser atacadas.
- La sucesión de maniobras militares en 1978 fueron difundidas y comentadas ampliamente por la prensa.
- Se motivó a los soldados con frases como:
  - En seis horas estamos en Santiago, tomando champaña en La Moneda y después vamos a orinar a Valparaíso (Luciano Benjamín Menéndez).[35]

El Informe Rattenbach criticaría posteriormente la actitud bélica del Gobierno argentino durante la primera fase de la guerra de las Malvinas. El presidente de ese gobierno era Leopoldo Fortunato Galtieri comandante de cuerpo del ejército argentino durante la fase caliente del Conflicto del Beagle que ordenó inconsultamente el cierre de la frontera con Chile.

## Los preparativos de defensa de Chile
El Gobierno chileno, mantenía el control sobre las islas disputadas, por lo tanto, procuraba evitar una guerra por ellas. Y es por eso, que siempre le animó la búsqueda de una solución pacífica del conflicto. Sin embargo, se preparó de forma muy intensa para la defensa militar del país, movilizando a unidades de montaña, comandos, ingenieros, infantería y artillería del Ejército de Chile hacia los pasos cordilleranos, para su protección y defensa. Y reforzó significativamente, mediante un intenso puente aéreo y naval con tropas, armas, equipos, y medios logísticos, a la frontera en la Región patagónica de Aysén, y especialmente en las provincias magallánicas de Última Esperanza, Magallanes (Punta Arenas) y Tierra del Fuego, zonas donde al igual que en Aysén, la defensa se hacía más dificultosa, por cuanto, la línea de frontera se encuentra en plena estepa patagónica, al oriente de la cordillera de los Andes. Manteniendo en lo posible a la prensa y a la población alejada de esos temas.
Por su parte, la Armada de Chile preparó a toda su Escuadra (Flota de Cruceros, Destructores, Fragatas y submarinos) en maniobras y ejercicios de guerra naval en la zona austral durante todo 1978, pero no fue publicitado, sino más bien estuvo velado al público y sólo era conocido a las personas e instituciones que estaban involucradas. Asimismo movilizó y trasladó, a la zona en conflicto, a la totalidad de sus fuerzas de Infantería de Marina, tropa profesional de cerca de 10 000 hombres fuertemente armados y expertos en combate anfibio, localizándolos durante meses en las islas en disputa, para su defensa. Por su parte, Carabineros de Chile, cuerpo armado que en el ejercicio de su rol integración nacional tiene, entre otras, la misión institucional de vigilar de las fronteras terrestres, reforzó las zonas limítrofes con un contingente enviado desde la Escuela de Suboficiales, como también integró personal como unidades de refuerzo en compañías del Ejército. Respecto a la aviación naval, esta, junto a la Fuerza Aérea de Chile, mantuvieron bajo permanente vigilancia visual y electrónica, las maniobras de la FLOMAR (Flota de Mar Argentina) en el Atlántico Sur. Y es por ello, que en las dos oportunidades en que la FLOMAR y el grupo de desembarco que protegía, se aproximaron hacia las islas en disputa, la Escuadra de Chile salió al encuentro de su contraparte argentina, para impedir un eventual desembarco, choque de Escuadras que finalmente no se produjo, ya que en la primera aproximación, producida el 19 de diciembre de 1978, hubo una fuerte tormenta en el océano Atlántico sur, que impidió la colisión. Y en la segunda aproximación ocurrida el 22 de diciembre de 1978, el gobierno argentino, en último momento, tomó la decisión política de aceptar la mediación ofrecida por la Santa Sede. Y retirar su flota.
El profesionalismo de las fuerzas armadas chilenas, así como su marcada tendencia a manejar las cosas en forma discreta, hizo imposible que algún miembro de los altos mandos militares hiciera alardes de valentía o coraje frente a la prensa, como también hizo inviable que alguien dentro de la cúpula militar presentase exigencias diferentes a las del gobierno para obtener ventajas políticas. En ese caso se transformaría en un concurrente para Pinochet, lo que no era deseado dentro de las FF.AA. y sería contrario con el afán del gobernante de controlar todos los aspectos de la información.
Pinochet preveía una guerra a gran escala, no localizada, larga y de desgaste: «una guerra de montonera, matando todos los días, fusilando gente, tanto por parte de los argentinos como por nuestra parte, y al final, por cansancio, se habría llegado a la paz».

## 1978, el año de las negociaciones directas

### Las alternativas de solución
Dado que el camino del derecho había sido bloqueado por la negativa argentina a aceptar el consensuado laudo arbitral, los gobernantes debieron buscar otra vez el camino para un entendimiento:
1. Llevar a cabo negociaciones directas
2. Solicitar un mediador
3. Llevar el caso ante el tribunal internacional de La Haya
4. La guerra. Obligar al adversario mediante la fuerza a aceptar las condiciones

Cada una de estas alternativas tenía ventajas y desventajas diferentes para cada adversario.

#### 1. La negociación directa
La negociación directa es normalmente la forma en que los gobiernos resuelven sus cuestiones, ya sean litigios, planes para el futuro, etc. Se pueden llevar a cabo confidencialmente, no tienen la presión de la opinión pública, la que se entera sólo cuando hay un plan presentable. Tampoco deben autoimponerse cortapisas innecesarias en las conversaciones, si ambos lo desean todo es transable. Pero si los ánimos ya están caldeados o no hay nuevos aportes, la negociación no fructifica. Además, tiene la desventaja de que puede colocar en la misma mesa a adversarios muy dispares, quedando el más débil a merced del más fuerte. Esta era, según Jorge Rafael Videla, presidente de la Argentina, la única salida pacífica al conflicto (posteriormente cambiaría su opinión).

#### 2. El servicio de un mediador
El servicio de un mediador consiste en que, si es de confianza, puede ayudar a los adversarios a ceder algo en sus posiciones sin que el otro rival lo sepa inmediatamente, sino a través del mediador. El mediador debe entonces encontrar un punto de contacto entre las dos posiciones. Para el mediador existe el peligro de fracasar, lo cual le significa un gran desprestigio. Dado que el mediador debe tener la confianza de ambas partes, su prestigio debe ser mayor, algo que nadie quiere perder.
El Gobierno chileno veía en la mediación una posibilidad de negociar sin la presión militar argentina y buscaba un mediador, pero el Gobierno argentino no podía imponerse a los sectores militares intransigentes que formaban parte del Proceso de Reorganización Nacional. Argentina ya había rechazado la posibilidad de solicitar la mediación de:
- La Organización de estados americanos
- El rey Juan Carlos I de España
- El Papa (durante la fase más candente del conflicto murió el papa Pablo VI a quién sucedió por solo 33 días Juan Pablo I. Finalmente Juan Pablo II sería el mediador del conflicto.)

#### 3. Un tribunal internacional
Un tribunal internacional supone la entrega del caso completamente a manos ajenas, pero dentro de un marco legal fijado de antemano. Los argumentos en este caso habrían sido sólo jurídicos. La Argentina, cuyos argumentos jurídicos habían sido rechazados en la Corte Arbitral y había desechado una revisión declarándolo nulo, consideraba la presentación por parte de Chile del caso Beagle ante el tribunal de La Haya como casus belli (motivo de guerra).

#### 4. La guerra
Dado que hasta ese momento Chile estaba en posesión efectiva de las islas y el Laudo Arbitral de 1977 se las había otorgado de iure, no le convenía el camino de la guerra, menos aún considerando la correlación de fuerzas. Sin embargo estaba dispuesto a enfrentarla con todas sus consecuencias.
La Argentina en cambio, no estaba en posesión de las islas en disputa y tenía en su contra el fallo arbitral, por lo que el gobierno militar planificó acciones militares para tomar posesión de ellas, utilizando su mayor peso militar. Por ello llegaron a acontecer Movimientos preliminares de guerra durante diciembre de 1978.

### La política interna
Chile estaba en dictadura (desde 1973 hasta 1990), con Augusto Pinochet, designado por una Junta de Gobierno tras un golpe de Estado. A mediados de 1978 la Junta de Gobierno destituyó de la comandancia de la Fuerza Aérea de Chile al general Gustavo Leigh, luego de este hiciera públicas sus críticas a Pinochet y a la orientación de la dictadura a través de un medio de prensa italiano.
En la Argentina también gobernaba una dictadura militar, la autodenominada Proceso de Reorganización Nacional que gobernó la Argentina desde el golpe de Estado del 24 de marzo de 1976, cuando derrocaron al gobierno constitucional de la presidenta María Estela Martínez de Perón (peronista). Esta dictadura otorgaba igual poder a las tres ramas de las fuerzas armadas argentinas y en que se preveía la alternancia en el poder. Este balance dentro de la junta militar argentina permitía además la deliberación política dentro de las fuerzas armadas y la formación de bloques entre ellas. Se distinguieron tres corrientes políticas dentro de las fuerzas armadas argentinas:[cita requerida]
- las palomas (blandos): Jorge Videla, Roberto Viola. Estos pretendían evitar la guerra todo lo que fuese posible.
- los halcones (duros): José Antonio Vaquero, Luciano Menéndez, Leopoldo Galtieri, Ramón Camps, Guillermo Suárez Mason, Ibérico Saint-Jean.
- los halcones filo populistas: Emilio Massera. Ambos grupos duros propiciaban que cuanto antes se dé inicio a las operaciones bélicas.

Las continuas rencillas entre estas facciones impedían la toma de decisiones y su imposición:
- El general Galtieri ordenó inconsultamente el cierre de la frontera con Chile.[45]
- El general Luciano Benjamín Menéndez intentó impedir a la fuerza la firma del Acta de Montevideo y se sublevó en 1979 contra el gobierno de Videla por razones de política contingente.
- El almirante Massera criticaba continuamente al gobierno con la esperanza de ser presidente si Videla caía. Las críticas eran a veces abiertas otras solapadas, minando la credibilidad de su gobierno.
- Videla era prácticamente solo un portavoz del gobierno, pues sus decisiones a menudo eran revertidas por la junta militar.

El autor Luis Alberto Romero sostiene que la belicosa rama del nacionalismo argentino que gobernaba su país se alimentaba de un fuerte chauvinismo, de viejas y nuevas fantasías argentinas ("patria grande", "entrar al primer mundo", "la expoliación sufrida") y el tradicional mesianismo militar ignorante de los más básicos conocimientos de política internacional.
En esa dirección apunta también el comentario aparecido en el New York Times del 31 de diciembre de 1978:

Beagle Channel controversy that has brought the military regimes of Argentina and Chile to the brink of war is an expression of the turbulent revisionism underway in Argentina in reaction to frustrations in national life. Argentine policy is made by military men whose nationalist values are mixed with personal ambitions, phobias against politicians, "progressive" ...

(Traducción:
La controversia sobre el Canal Beagle que ha llevado a los regímenes militares de Argentina y Chile al borde de la guerra es una expresión del turbulento revisionismo operante en Argentina en reacción a las frustraciones en la vida nacional. La política argentina está conducida por militares cuyos valores nacionalistas están mezclados con ambiciones personales, miedos a los políticos, progresistas...).
Estas apreciaciones deben verse a la luz de declaraciones como la del almirante Gastón Clement, jefe del Estado Mayor de la Flota de Mar, más tarde Ministro de Marina quien en 1948, en Bahía Blanca, postuló:

Argentina, desde el punto de vista geopolítico, es dueña de todo el estrecho de Magallanes, de sus canales derivados y de todo el Beagle. Los tratados internacionales de 1881 y los protocolos posteriores con Chile no tienen mayor alcance, porque se trata de necesidades de la nación argentina, impuestas a ella por su propia naturaleza geográfica y por la configuración del extremo austral del continente. El cono sur de América es argentino por obra de la naturaleza y las discusiones en que se entretienen algunos internacionalistas y juristas, tanto de Chile como de Argentina, no pueden destruir los hechos, más poderosos que todas las argumentaciones de la geografía del extremo sur de América. El dominio austral de América lo ha entregado la configuración geográfica del continente a la nación argentina, y resulta pueril que la Marina de Guerra argentina pueda aceptar otra posición que no sea la del imperio irrestricto y absoluto de la soberanía en el extremo austral de nuestro continente.

También el capitán de navío José A. Dellepianne, profesor de Estrategia y Geopolítica de la Academia de Guerra Naval de Argentina, julio de 1947 tenía similares deseos:

"No podemos negarnos a la realidad. La Marina argentina debe tener dominio absoluto sobre todos los canales del Pacífico al Sur de la isla de Chiloé. La frontera con Chile es el macizo andino, y la cordillera de los Andes termina al Sur de Puerto Montt. La Armada argentina no tiene, pues, por qué desconocer los hechos de la naturaleza: el cono austral de América del Sur debe pertenecer de modo irremisible, tanto por derecho propio como por indiscutibles razones geográficas, a la más grande patria argentina".

### El impacto internacional
El aislamiento internacional del gobierno de Pinochet hacía difícil a cualquier cancillería un comunicado oficial de condena al rompimiento argentino del derecho internacional porque podría ser interpretado como un acto de solidaridad con un gobierno condenado internacionalmente por sus violaciones a los derechos humanos.
Pero la prensa internacional sí comentó lo que estaba pasando:
- El Jornal do Brasil comentó en su editorial Del Derecho al Vaudeville:

si la situación no estuviese tomando aspectos preocupantes oscilaría a los ojos de terceros, sólo entre lo cómico y lo ridículo.... Cuando el Laudo Arbitral, favorable a una de las partes en litigio, es rechazado por el perdedor y este exhibe todo un dispositivo guerrero para apoyar sus puntos de vista, se está pasando del Derecho al Vaudeville

- El Times de Londres se ocupó del tema en su editorial:

Argentina ha hecho saber ahora que, probablemente, rechazará la decisión del panel internacional de árbitros que asignó a Chile tres islas en la boca del Canal Beagle. Deliberadamente ha elevado la temperatura dando publicidad a las maniobras navales que inició recientemente en la zona. Pero los argentinos deben tener conciencia de que, al mostrarse ejerciendo presión militar por su disconformidad con el fallo de un tribunal internacional, no está haciéndole mucho favor a su causa.

- En El Tiempo de Bogotá, del 30 de enero de 1978 opinaba:

"el fallo arbitral sobre el Beagle debe ser aceptado por ambas partes."

### Las relaciones intrarregionales
Para aumentar la presión militar sobre Chile, la Argentina utilizó sus buenas relaciones con Perú y Bolivia, países que a consecuencia de la Guerra del Pacífico debieron ceder territorios a Chile y han mantenido siempre un deseo latente de revisión de esas cesiones.[cita requerida]
La peligrosidad de un conflicto armado llamó la atención de las potencias mundiales dado que:
- Brasil podría verse involucrado en acciones favorables a Chile, debido a rivalidades sobre el predominio regional con la Argentina. [cita requerida]
- Si el Perú rompía el tratado fronterizo de 1929 y atacaba a Chile, Ecuador, debido a su insatisfacción por el tratado fronterizo de 1942 que dejó en poder del Perú áreas del Amazonas que a Ecuador le pertenecían, podría aprovechar la situación para intentar recuperarlas y reclamar su soberanía absoluta.[cita requerida]
- Bolivia entraría en el conflicto directamente apoyando a Argentina y Perú, la estrategia boliviana era esperar el desgaste inicial y recuperar sus territorios perdidos en la invasión chilena, en ese momento Bolivia se encontraba gobernada por militares y existió una orden secreta de movilización general de las tropas, el objetivo primario era la ciudad de San Pedro de Atacama.

Estas complicaciones impulsaron a los Estados Unidos a presionar a ambos países para mantener la paz y a pedir a la Santa Sede una mediación.
El ministro de RR.EE. de Brasil y portavoz de la OEA aseguró que en caso de un conflicto armado la organización intervendría inmediatamente para restablecer la paz.

### Operación Soberanía
Una vez desconocida la validez del Laudo Arbitral, el gobierno militar argentino movilizó todo su poderío militar para cambiar lo establecido por el tribunal. Para ello planificó bajo el nombre de Operación Soberanía una acción militar contra Chile, con el fin de ocupar las islas que el laudo arbitral de 1977 le había otorgado a Chile, e invadir su territorio continental si fuera necesario.
Este plan de acción militar incluía la ocupación por medio de la fuerza de las islas que el laudo había reconocido como chilenas y que se hallaban bajo control chileno, algunas desde 1892. Un acto de este tipo es condenado por:
- la carta de las Naciones Unidas en el artículo 2, inciso 4:[50]

Los Miembros de la Organización, en sus relaciones internacionales, se abstendrán de recurrir a la amenaza o al uso de la fuerza contra la integridad territorial o la independencia política de cualquier Estado, o en cualquier otra forma incompatible con los Propósitos de las Naciones Unidas.

- el Tratado Interamericano de Asistencia Recíproca en su artículo 1:[51]

Las Altas Partes Contratantes condenan formalmente la guerra y se obligan en sus relaciones internacionales a no recurrir a la amenaza ni al uso de la fuerza en cualquier forma incompatible con las disposiciones de la Carta de las Naciones Unidas o del presente Tratado.

- la Carta de la Organización de Estados Americanos en su artículo 22:[52]

Los Estados americanos se obligan en sus relaciones internacionales a no recurrir al uso de la fuerza, salvo el caso de legítima defensa, de conformidad con los tratados vigentes o en cumplimiento de dichos tratados.

La resolución Nr. 3314 (XXIX) en su artículo 2 de la Asamblea General de las Naciones Unidas del 14 de diciembre de 1974 define la guerra de agresión como:

...the first use of armed force by a state in contravention of the Charter shall constitute prima facie an evidence of an act of aggression...

La posición del aliado de Argentina, los Estados Unidos de América en condenar de antemano tal acto no podía ser más clara:

Si ustedes toman una sola roca, por minúscula que sea, el gobierno de los Estados Unidos y sus aliados de la OTAN los van a calificar de agresores. Le pediría que transmitiera este mensaje con claridad absoluta a Buenos Aires. El presidente Carter está al tanto de nuestra conversación...
Bob Pastor, asesor para asuntos interamericanos de los EE.UU.

La Operación Soberanía fue puesta en marcha la noche del 21 al 22 de diciembre de 1978, el 4.º Batallón de Infantería de Marina debía desembarcar en las islas en disputa a la hora 4:00 del 22 de diciembre. Helicópteros de la Fuerza Aérea, Ejército y la Armada transportarían al batallón, pero fue abortada sólo horas antes cuando la junta militar argentina resolvió aceptar la mediación papal. El general Reynaldo Bignone, presidente argentino de facto después de la guerra de las Malvinas, expresó que se trató de una demostración de fuerza con fines disuasivos, para forzar al gobierno chileno a aceptar un nuevo arbitraje. Otras fuentes opinan que la operación iba a realizarse y la autoridad moral del papa Juan Pablo II fue una razón para abortarla. También la certeza de que serían condenados internacionalmente como agresores puede haber jugado un rol en la decisión. Además, las seguridades de una resistencia "simbólica" de parte de Chile y una victoria fácil se fueron desvaneciendo día a día al ver que, a pesar de los intentos de amedrentamiento, Chile no cambiaba su posición.[cita requerida]
El historiador Jon Marco Church, en su artículo académico «La crisis del canal de Beagle» publicado en la revista Estudios Internacionales del Instituto de Estudios Internacionales Universidad de Chile, logra encontrar dentro de su investigación una cita que logra comprobar que los militares querían conquistar el territorio chileno:

«En seis horas estamos en Santiago, tomamos champaña en La Moneda y después nos vamos a orinar a Valparaíso»
Luciano Menéndez

## Desde 1979 hasta 1984: la mediación papal
La Santa Sede aceptó mediar entre ambos países, impidiendo el comienzo de la guerra.
En Montevideo, el 8 de enero de 1979 se firmó el Acta de Montevideo que fijaba de forma bastante flexible el marco de la mediación. Ambos gobiernos se comprometieron a no hacer uso de la fuerza, retornar al statu quo militar de comienzos de 1977 y se abstendrían de tomar medidas que turbasen la armonía entre las dos naciones.
La autoridad moral que el papa posee en ambos países católicos impidió a los sectores más belicistas rechazar la oferta de mediación, aunque la Santa Sede sabía que corría un grave riesgo por la disparidad de las posiciones presentadas. Chile sostenía la validez del Laudo Arbitral de 1977, pero la Argentina lo había declarado nulo.
El papa Juan Pablo II nombró al cardenal Antonio Samoré de 73 años de edad, como responsable de sus buenos oficios.
El 12 de diciembre de 1980 Juan Pablo II dio a conocer su propuesta para la solución del conflicto. El contenido de la propuesta debía permanecer confidencial hasta la aprobación por ambos gobiernos, pero «La Nación» de Buenos Aires lo publicó el 22 de agosto de 1981. Ambos gobiernos debían dar a conocer su posición antes del 8 de enero de 1981.
Esta (primera) propuesta papal otorgaba las islas en disputa a Chile, mientras que la zona marítima en cuestión, un triángulo con un vértice en el extremo oriental del canal Beagle y un lado sobre el meridiano del cabo de Hornos, sería una zona económica compartida por Chile y la Argentina.
El 25 de diciembre de 1980 la Dictadura Militar chilena declaró su aceptación a la propuesta papal.
La dictadura militar argentino dejó pasar el plazo dado por el papa sin dar una respuesta. El 25 de marzo de 1981 en una declaración pública no dio respuesta, sino que solicitó más precisiones y detalles.
Ninguno de los gobernantes de facto del proceso de reorganización nacional argentino se pronunció sobre la propuesta papal, ni dio una solución al problema suscitado por el desconocimiento del Laudo Arbitral de 1977.
A pesar de que ambos gobiernos se habían comprometido a resolver el diferendo pacíficamente, el peligro de la guerra continuó en el sur.
A comienzos de 1981 fueron detenidas a ambos lados de la frontera varias personas, bajo la acusación de espionaje. Las tropas fueron puestas otra vez en la frontera y la Argentina cerró todos los pasos fronterizos hacia Chile, una medida que se considera normalmente como previa a la guerra.
El 19 de febrero de 1982, seis semanas antes del comienzo de la guerra por las islas Malvinas, cumpliendo tareas de apoyo a la regata Sídney-Río de Janeiro el remolcador argentino ARA Gurruchaga ancló sin permiso de las autoridades chilenas durante tres días frente a la isla Deceit, ubicada fuera de la zona de litigio definida por el Compromiso de Arbitraje de 1971, en una zona que el gobierno argentino había comenzado a reclamar como propia desde que había declarado nulo el laudo arbitral, pese a la promesa hecha a la Santa Sede de abstenerse de tomar medidas que turbasen la armonía entre las dos naciones y a pesar de las protestas del gobierno chileno. La tensión en la frontera permanecía.

### La guerra de las Malvinas
En la Argentina, continuaron las pugnas entre las facciones de las Fuerzas Armadas para obtener una mayor cuota de poder en el gobierno, utilizando para ello también la política exterior. Durante sus intentos para evitar la guerra entre la Argentina y el Reino Unido el secretario de estado de los Estados Unidos, Alexander Haig, envió un mensaje al canciller británico Francis Pym comentando la jerarquía en la Junta Militar de Gobierno de Argentina:

«No está claro quién está al mando ahí»…«Tanto como 50 personas, incluyendo comandantes de cuerpo, pueden estar ejerciendo vetos».

Con el paso del tiempo el descrédito de los gobernantes aumentaba y la paciencia de los gobernados se terminaba, teniendo el gobierno de Leopoldo Fortunato Galtieri que luchar por su supervivencia. En ese sentido, en la política argentina, la guerra de las Malvinas se puede entender como la continuación de la crisis del canal Beagle.
El 2 de abril de 1982 comenzó la guerra de las Malvinas con el desembarco argentino en las islas Malvinas. Tras un combate, la fuerza anfibia tomó prisioneros a los 68 guardias británicos que protegían las islas y los deportó, junto al gobernador de las islas, hacia el Reino Unido. El Reino Unido reaccionó, para los jefes militares argentinos inexplicablemente, enviando cuatro días después, una fuerza de tareas desde Portsmouth. Esta guerra costó la vida de 649 militares argentinos, 255 británicos y 3 civiles isleños.
Chile se abstuvo el 29 de mayo de 1982 junto a los Estados Unidos, Colombia y Trinidad y Tobago de apoyar la aplicación del Tratado Interamericano de Asistencia Recíproca para dar apoyo militar a la Argentina en la guerra. La razón formal fue el no cumplimiento por la Argentina de la resolución 502 del Consejo de Seguridad de las Naciones Unidas que exigía el retiro de las fuerzas argentinas de las islas Malvinas (en su artículo 2, el TIAR exige a los contendores cumplir las resoluciones de las Naciones Unidas).
El discurso de Galtieri al anunciar la recuperación de las Malvinas a los argentinos que celebraban en la Plaza de Mayo, donde dijo: «... es el comienzo de la recuperación de nuestra soberanía en las islas del sur...». más la presencia de las mejores tropas argentinas apostadas en la frontera chilena obligaron al gobierno de Chile a prever lo peor. Argentina se negaba aún a aceptar la propuesta papal y sectores de las Fuerzas Armadas Argentinas aún se inclinaban por la guerra contra Chile.
Un último daño que la crisis del canal Beagle le hizo a ambos países fue la cooperación chilena con el Reino Unido durante la guerra. En un ejemplo de lo que durante la guerra fría se llamó Realpolitik, el gobierno chileno informaba al Reino Unido los despegues desde bases aéreas argentinas, alertando a los británicos antes que los aviones llegaran a sus objetivos. Chile puso a disposición de los británicos la estación aérea de la Isla San Félix para vuelos espía que, después de repostar combustible con el mayor sigilo en Concepción, que peinaran el espectro electromagnético argentino. Chile incluso habría permitido el repintado de aviones británicos para que aparecieran como chilenos y así volar libremente sobre la cordillera para controlar con sus radares todo el espacio aéreo argentino. A pesar de la actitud de pretentida indiferencia del general Augusto Pinochet, el jefe de la Fuerza Aérea de Chile general Fernando Matthei manifestó que "Si Chile no ayuda a los ingleses en la guerra, después los argentinos caminarán derecho a tomarnos las islas del canal de Beagle".
El 14 de junio de 1982 a las 23:59 el general argentino Mario Benjamín Menéndez rindió las islas Malvinas al general Jeremy Moore. El conflicto dejó unas Fuerzas Armadas Argentinas completamente debilitadas tanto en sus equipos, como en el personal y en su moral. Perdió supremacía en la región y con una desprestigiada cúpula militar, las inversiones y gastos militares fueron anulados hasta el presente, ya que los sucesivos gobiernos fijaron como política de estado, no tener hipótesis de conflictos y resolver todo por vía diplomática.

### La dictadura militar chilena en 1982
Tras algunos años de prosperidad política a fines de la década de 1970,[cita requerida] la economía chilena hizo crisis nuevamente a raíz de la fijación del tipo de cambio dólar-peso. Durante el año 1982 el PGB bajó un 14 % y, aunque la inflación se mantuvo en un 21 %, el desempleo llegó al 26 % y las reservas internacionales disminuyeron en 1200 millones de dólares.(Ver Dictadura militar (Chile)). El año 1983 todos los partidos de centro e izquierda y algunos sindicatos que habían logrado recomponerse llamaron a la primera protesta nacional abiertamente, iniciando un enfrentamiento político y social con el gobierno.
Al aislamiento político de la dictadura, interno y externo, se sumó la represión de las protestas populares el régimen debía comandar miles de soldados y en las protestas más fuertes eran asesinadas decenas de personas.[cita requerida]
La redemocratización en la Argentina era un ejemplo a seguir para los opositores de la dictadura y la opinión pública chilena seguía con interés los sucesos al otro lado de la cordillera.
Dado que ya se conocían en Chile los entretelones de la guerra de las Malvinas, una solución "a la Galtieri" a los problemas internos no era viable para Augusto Pinochet. Una opción era desahuciar la mediación papal, dejar que pasara el tiempo hasta que se aceptara el Laudo Arbitral por parte del gobierno argentino: Argentina no podía emprender otra guerra y el derecho internacional asistía a Chile.
Es posible que los gobernantes chilenos hayan aprendido de sus errores tras la Guerra del Pacífico, cuando tomaron todo lo que pudieron tomar, y esta vez hayan escuchado el consejo de Domingo Faustino Sarmiento visionario y patriota argentino, creador de la Escuela Normal de Chile (hoy llamada Escuela de Pedagogía), propulsor de la toma de posesión del estrecho de Magallanes por parte de Chile y defensor implacable de los derechos argentinos sobre la Patagonia oriental. En una carta del 15 de febrero de 1881, un mes después de la entrada de las tropas chilenas a Lima aconsejaba a José Manuel Balmaceda:

"He debido esperar para contestarle, que el rumor de las batallas cese; que los actores cuenten todas las escenas del gran drama, para darle a Ud. mi opinión sobre la política que debe seguir Chile después de su grande victoria en el Pacífico: Negarse la entrada en el Atlántico y tener el coraje de no tener razón en Magallanes ni Patagonia, so pena de constituir un estado desde Tarapacá hasta Santa Cruz, con mil quinientas leguas de largo, sin ancho apreciable, tres repúblicas y dos mares a guardar".

### La consulta popular no vinculante de Argentina en 1984
Tras el retorno a la democracia, el nuevo presidente argentino, Raúl Alfonsín, se propuso terminar con los conflictos con todos los países limítrofes, pero se enfrentó con algunos sectores de la oposición peronista en el Congreso.
El 18 de octubre de 1984 los negociadores (Marcelo Delpech por Argentina y Ernesto Videla por Chile) firmaron en la Ciudad del Vaticano el acta de consolidación del texto de acuerdo, y al día siguiente hicieron público el contenido. Ese mismo día, el ministro de defensa chileno denunció que una batería argentina ubicada en Puerto Almanza realizó 8 descargas sobre el faro de punta Gusano, cerca de Puerto Williams, sin provocar daños. Este último incidente del Conflicto del Beagle fue negado por el gobierno argentino.
Alfonsín recurrió a la opinión pública y llamó a un plebiscito, una consulta popular no vinculante, en la que la aceptación de la mediación papal fue abrumadora. Este fue el camino elegido por el gobierno para dejar en manos del pueblo argentino la decisión sobre la aprobación o no del tratado. Aunque los legisladores no estaban obligados a someterse al resultado de la consulta, debido a su masiva aceptación, aprobaron el tratado de paz.

#### Desarrollo previo

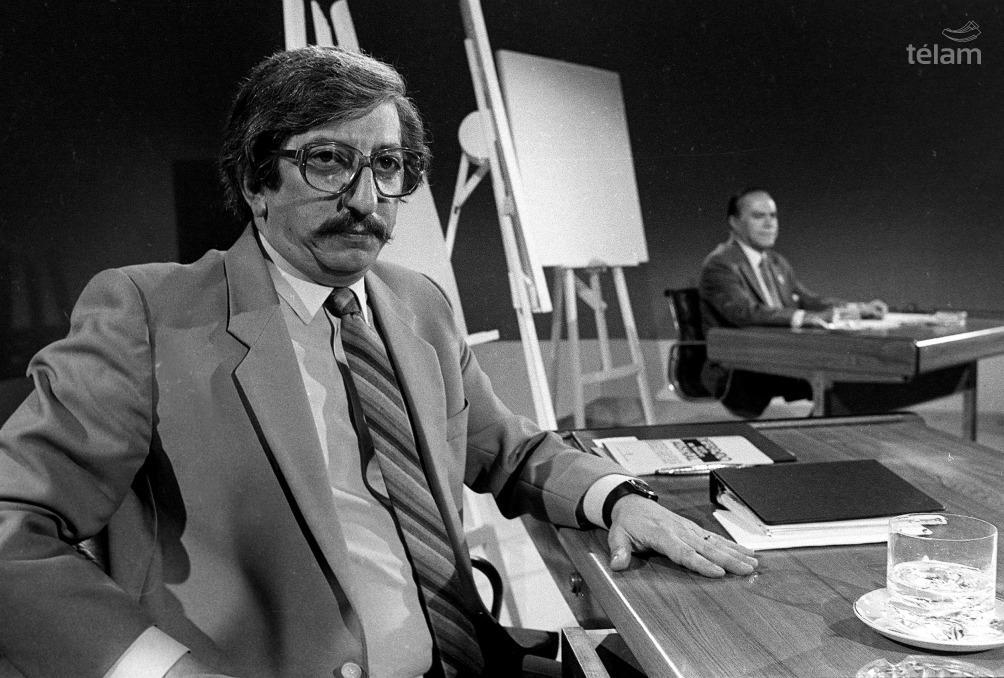
Debate televisivo entre Dante Caputo (izq.) y Vicente Saadi (der.).

Dado que el plebiscito no era de carácter vinculante ni era obligatorio participar en la contienda, el gobierno nacional no debía necesariamente acatar el resultado; sin embargo, el entonces presidente Raúl Alfonsín declaró que respetaría la decisión mayoritaria. Finalmente, más del 83 % de los votos válidos fueron favorables a la propuesta, con una participación que superó el 56 %.
El partido oficialista, Unión Cívica Radical, llamó a votar a favor de la propuesta. El Partido Justicialista, boicoteó el proceso, considerando que distraía la atención de los problemas económicos. y fue el único partido con representación parlamentaria que no se pronunció en favor o en contra de la aprobación.
Algunos referentes de esta agrupación, como Herminio Iglesias, instaron a participar de la elección y votar en contra, en tanto otros dirigentes como Carlos Menem se manifestaron por el sí. Los sectores de derecha, entre los que se encontraban los grupos militares que gobernaron Argentina de facto entre 1976 y 1983 durante la dictadura autodenominada Proceso de Reorganización Nacional, también se pronunciaron en contra. El jefe de la bancada justicialista en el Senado, Vicente Saadi debatió con el canciller radical Dante Caputo por televisión sobre el plebiscito. La actuación de Saadi, que auspiciaba la abstención, fue tan decepcionante que algunos peronistas la compararon con el episodio de la quema del cajón por Herminio Iglesias, en 1983.

#### Resultados
El resultado de la votación el día 25 de noviembre de 1984 fue:
| Opción                                           | Votos obtenidos | Porcentaje |
| ------------------------------------------------ | --------------- | ---------- |
| A favor de la aceptación de la propuesta papal   | 10 391 019      | 82         |
| En contra de la aceptación de la propuesta papal | 2 105 663       | 16         |
| Blancos o nulos                                  | -               | 2          |

El Territorio Nacional de Tierra del Fuego, Antártida e Islas del Atlántico Sur fue el distrito que más se opuso; no obstante, los votos a favor del tratado igualmente superaron —aunque levemente— a los que se oponían al mismo.

## El Tratado de Paz y Amistad de noviembre de 1984

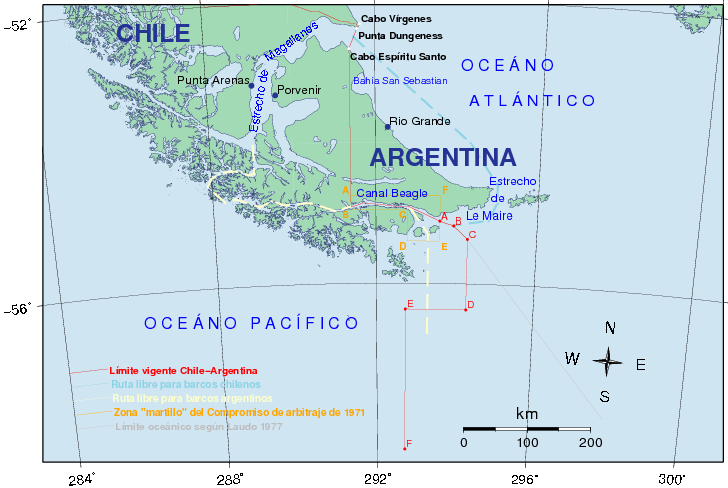
Mapa con el límite vigente.

El Tratado de Paz y Amistad entre Argentina y Chile de 1984 dio solución definitiva a todos los problemas limítrofes al sur de la isla Grande de Tierra del Fuego.
El tratado incluye la delimitación marítima, un procedimiento para la solución de controversias, estipula derechos de navegación y precisa los límites en el estrecho de Magallanes. En cada uno de estos puntos reafirma también los derechos de ambos países en la Antártida y exhorta a ambos pueblos a seguir el camino de la paz y la cooperación.
De los territorios disputados, Chile obtuvo el reconocimiento por parte de la Argentina de la soberanía chilena sobre las islas que se encuentran desde el eje central del canal Beagle hacia el sur.
Además ambos países intercambiaron derechos de navegación en la zona.

## Las consecuencias de la crisis

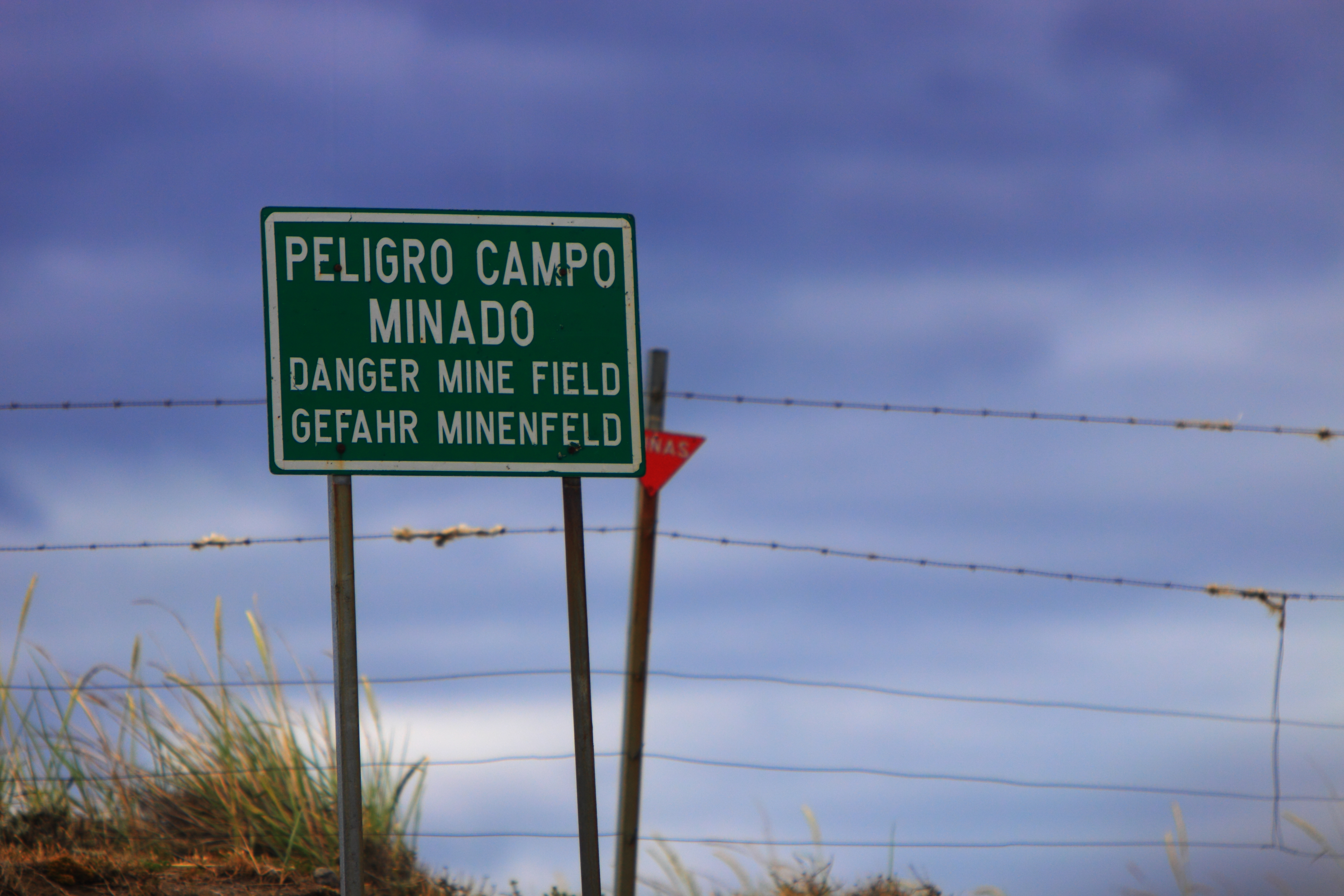
Grandes terrenos a lo largo de las fronteras entre ambos países se convirtieron en campos minados, muchos de los cuales aún no han sido desactivados.

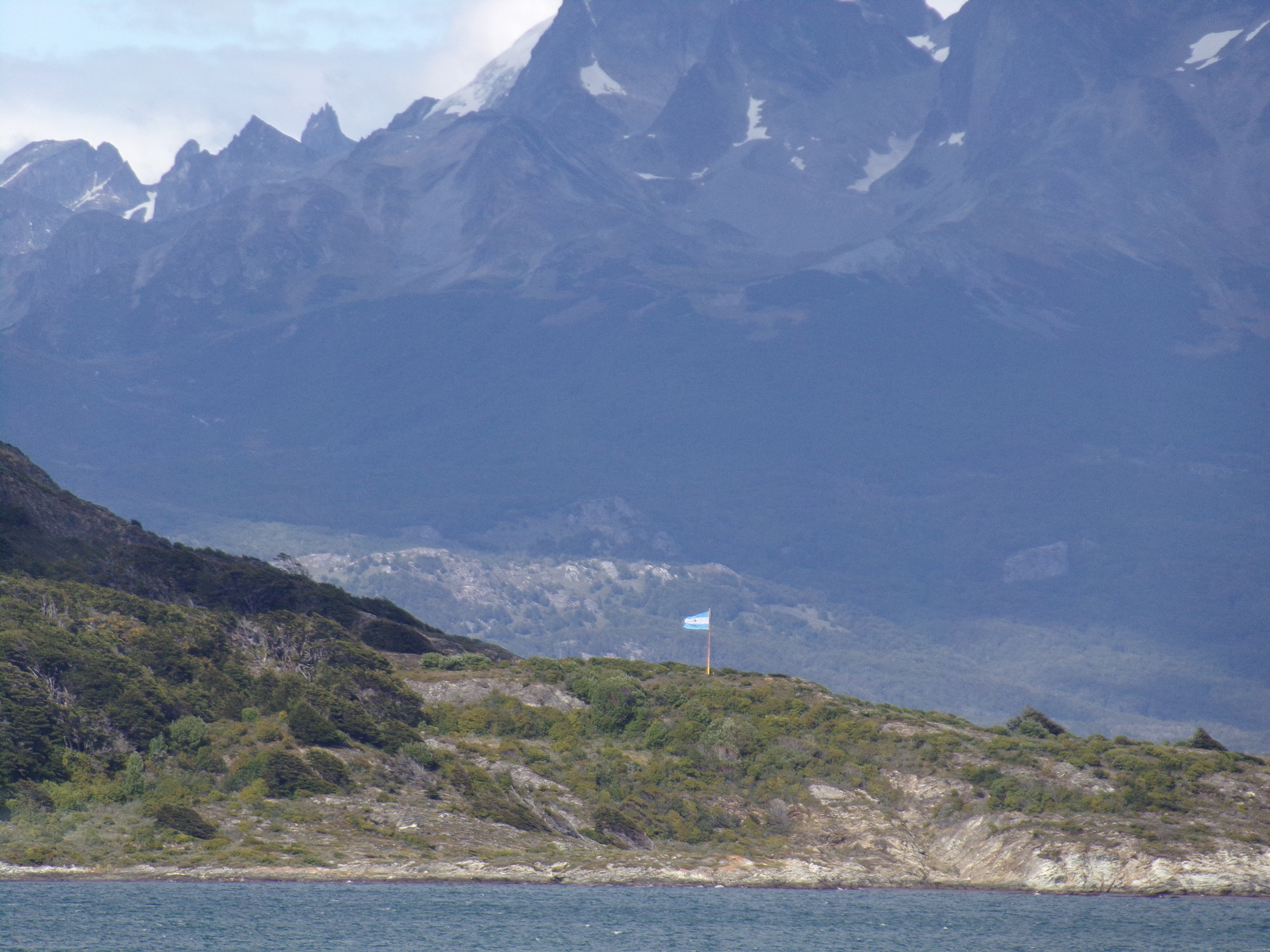
Una bandera argentina flameando en la isla Redonda en el canal Beagle.

El aislamiento internacional de la dictadura chilena, el embargo de armas a Chile y la desmedida confianza en su capacidad militar condujeron a la junta militar argentina a desconocer el Laudo Arbitral sin temor a las consecuencias de una guerra.
Si bien Chile no pudo evitar el desconocimiento del Laudo Arbitral por parte de la Argentina, su despliegue defensivo en el año 1978 convenció a la junta militar argentina de que tomar las islas por la fuerza, aún llegando a ocuparlas, le causaría más costos que ganancias y la expondría a imprevisibles riesgos, llegando de esa manera a los sucesos del 2 de abril de 1982, sin haber criticado sus métodos y consecuencias.
Las consecuencias de esa ruptura fueron:
1. su política exterior condujo a la Argentina a la guerra de las Malvinas y sus consecuencias.
2. la intervención directa de Chile en la guerra de las Malvinas, brindando inteligencia y apoyo logístico a las fuerzas británicas, fue una participación preventiva-defensiva ante las insinuaciones de futuras acciones militares sobre territorio chileno por parte de los generales argentinos.

Ya sin amenazas de guerra ni presiones ambos países aceptaron la propuesta papal que entregó a la Argentina la mayor parte de la zona económica exclusiva que otorgan las islas en disputa a cambio de la aceptación argentina del Laudo Arbitral de 1977. Sin embargo, Chile logró la bioceanidad de facto y ganó una salida al Océano Atlántico, algo que no es reconocido por este país, ya que afirmaba la existencia de una delimitación natural entre los océanos Pacífico y Atlántico Sur por el arco de las Antillas Australes. Aun así, Chile tiene una costa directa de unos 18 km de largo sobre el Atlántico entre el Cabo Espíritu Santo y Punta Catalina en el norte de la Isla Grande de Tierra del Fuego.
El intercambio de derechos de navegación y la estabilidad del pacto alcanzado han permitido alcanzar una gran solidez en las relaciones entre ambos países y han favorecido el desarrollo de la región del canal Beagle y posibilitado algunos avances que en el año 1978 parecían imposibles.
Como legado físico del conflicto, existen alrededor de 3500 minas instaladas por la Armada chilena en 17 campos distribuidos de la siguiente manera: 5 en la isla Picton, 8 en la isla Nueva, 2 en la isla Deceit, 1 en la isla Freycinet y 1 en la isla de Hornos.
En homenaje al mediador, el Paso Puyehue fue rebautizado como Paso Internacional Cardenal Antonio Samoré. Es el segundo paso en importancia entre ambas naciones y conecta Villa La Angostura y Osorno.